# Contea di Lúshān
La contea di Lushan (庐山县S, Lúshān XiànP) è una contea della Cina, situata nella provincia di Sichuan e amministrata dalla prefettura di Ya'an.